# NGC 4443
NGC 4443 = NGC 4461 ist eine linsenförmige Galaxie vom Hubble-Typ SB0/a im Sternbild Jungfrau an der Ekliptik. Sie ist schätzungsweise 84 Millionen Lichtjahre von der Milchstraße entfernt und hat einen Durchmesser von etwa 85.000 Lichtjahren. Gemeinsam imt NGC 4458 bildet sie das (optische) Galaxienpaar Holm 411. Sie ist die hellste Galaxie der NGC 4461-Gruppe (LGG 286) und wird unter der Katalognummer VCC 1158 als Mitglied des Virgo-Galaxienhaufens aufgeführt.

Im selben Himmelsareal befinden sich u. a. die Galaxien NGC 4435, NGC 4473, IC 3386, IC 3393.
Das Objekt wurde am 12. April 1784 von dem deutsch-britischen Astronomen Wilhelm Herschel entdeckt.

## NGC 4461-Gruppe (LGG 286)
| Galaxie   | Alternativname | Entfernung / Mio. Lj |
| --------- | -------------- | -------------------- |
| NGC 4305  | PGC 40030      | 82                   |
| NGC 4306  | PGC 40032      | 86                   |
| NGC 4425  | PGC 40816      | 83                   |
| NGC 4443  | NGC 4461       | 84                   |
| NGC 4476  | PGC 41255      | 85                   |
| NGC 4584  | PGC 42223      | 77                   |
| IC 794    | PGC 40964      | 83                   |
| IC 3388   | PGC 41018      | 74                   |
| PGC 40505 | VCC 793        | 83                   |